# Trathala suspirae
Trathala suspirae är en stekelart som beskrevs av Ian D. Gauld 2000. Trathala suspirae ingår i släktet Trathala och familjen brokparasitsteklar. Inga underarter finns listade i Catalogue of Life.